# Přísečná
Přísečná är en ort i Tjeckien.   Den ligger i regionen Södra Böhmen, i den södra delen av landet, 140 km söder om huvudstaden Prag. Přísečná ligger 536 meter över havet och antalet invånare är 209.
Terrängen runt Přísečná är kuperad åt sydväst, men åt nordost är den platt. Runt Přísečná är det ganska glesbefolkat, med 24 invånare per kvadratkilometer. Närmaste större samhälle är České Budějovice, 18,3 km nordost om Přísečná. I omgivningarna runt Přísečná växer i huvudsak blandskog.